# 사혜성

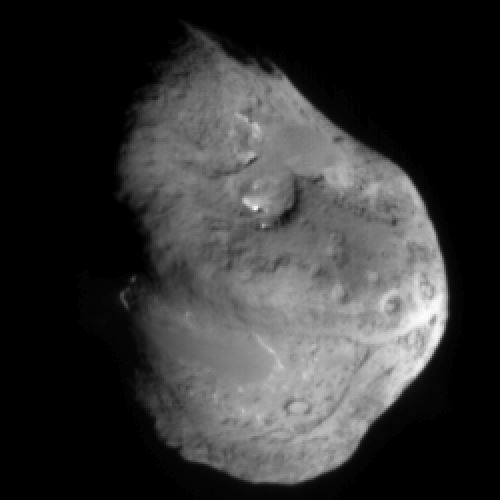
딥 임팩트 탐사선이 촬영한 템펠 1 혜성의 핵. 템펠 1 혜성은 아직 사혜성은 아니지만, 사혜성의 핵이 어떤 모습 일지를 어느 정도 나타내주고 있다.

사혜성(死彗星, Extinct comet)은 자신이 보유한 얼음이나 암모니아, 메테인, 이산화 탄소 등 휘발성 물질을 전부 방출하여 꼬리와 코마가 만들어지지 않는 혜성으로, 암석질만 남아 있기 때문에 겉모습은 혜성보다 소행성에 가깝다. 사혜성은 혜성과 소행성 사이에 걸쳐 있는 천체로서, 태양계 소천체의 정의를 모호하게 하는 존재이다.

## 사혜성의 형성

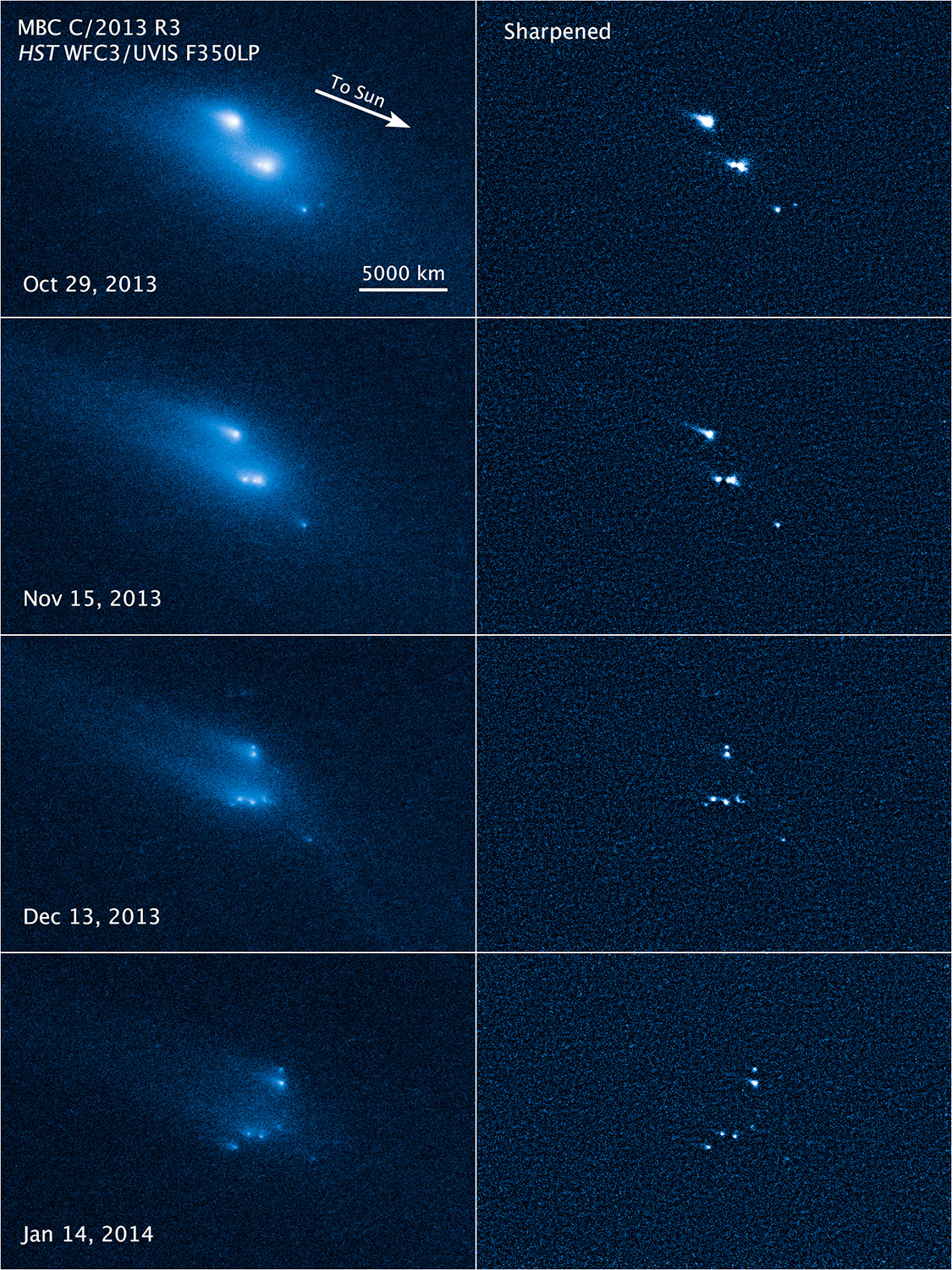
2013년 10월 후반부터 2014년 1월 초반까지 P/2013 R3이 분해되는 모습을 허블 우주 망원경이 관측한 모습.

사혜성은 핵에 있는 얼음 등 휘발성 물질이 거의 전부 내보내져 꼬리나 코마가 형성되기에는 너무 적은 양이 남은 혜성으로, 휘발성 물질이 방출됨에 따라 혜성 핵은 점차 작고 어두워지며, 돌 무더기로 변해 겉보기에서는 소행성과 구분할 수 없게 된다.
이론적으로 사혜성으로 변해가는 도중에 있는, 과도기적 성격의 천체가 있으리라 추정되고 있다. 대표적으로 C/2001 OG108 같은 혜성은 일반적인 핼리형 혜성(주기 20~200년)이나 장주기 혜성(주기 200년 이상)이 사혜성으로 변화하는 중간에 놓인 혜성일 가능성이 있다. 또한, 다모클레스군은 핼리형 혜성과 궤도가 비슷하다는 점에서, 사혜성 후보로서 연구가 이루어지고 있다.

### 휴혜성
휴혜성(Dormant comet)은 휘발성 물질이 혜성 활동이 일어나지 않는 표면 밑에 묻혀 있는 경우이다. 예시로, 14827 히프노스는 남아 있는 휘발성 물질이 몇 센티미터 정도 되는 지각에 쌓여 방출되지 못하는, 사혜성의 핵일 가능성이 제기되고 있다.
휴혜성이라는 용어는 혜성 활동이 일어나긴 하지만 활발하지 않은 혜성을 가리키는 용어로 쓰이기도 한다. 예를 들어 60558 에케클러스는 일시적으로 코마를 보여 혜성으로 분류되기도 하였고, 2008년 초 근일점을 통과한 52872 오키로에는 일시적으로 밝기가 증가하는 현상을 보였다.

## 혜성과 소행성 사이의 구분
소행성이 처음 발견되었을 때 소행성은 혜성과 다른 천체로 간주되어, 2006년 국제천문연맹이 태양계 소천체라는 용어를 만들기 전까지 둘을 한 번에 칭하는 용어가 없을 정도였다. 소행성과 혜성의 가장 큰 차이는 태양광으로 인해 표면에서 얼음이 증발하여 코마가 형성되는 것인데, 몇 천체는 처음 소행성으로서 발견되었지만 이후 코마가 관측되어 양쪽 모두로 분류되기도 하였다. 반대로 혜성은 결과적으로 얼음을 모두 소모하여 겉모습이 소행성으로 변해 가리라 추정되고 있다. 혜성은 소행성보다 통상 궤도 이심률이 크다는 특징도 있는데, 이를 통해 궤도 이심률이 큰 "소행성"들은 휴혜성이나 사혜성으로 여기고 있다. 사혜성은 상당히 흔하게 존재할 것으로 보인다.
근지구 천체의 6% 가량이 가스 방출이 없는 사혜성으로 추정된다.

## 사혜성 목록
사혜성으로 추정되는 천체는 다음이 있다.

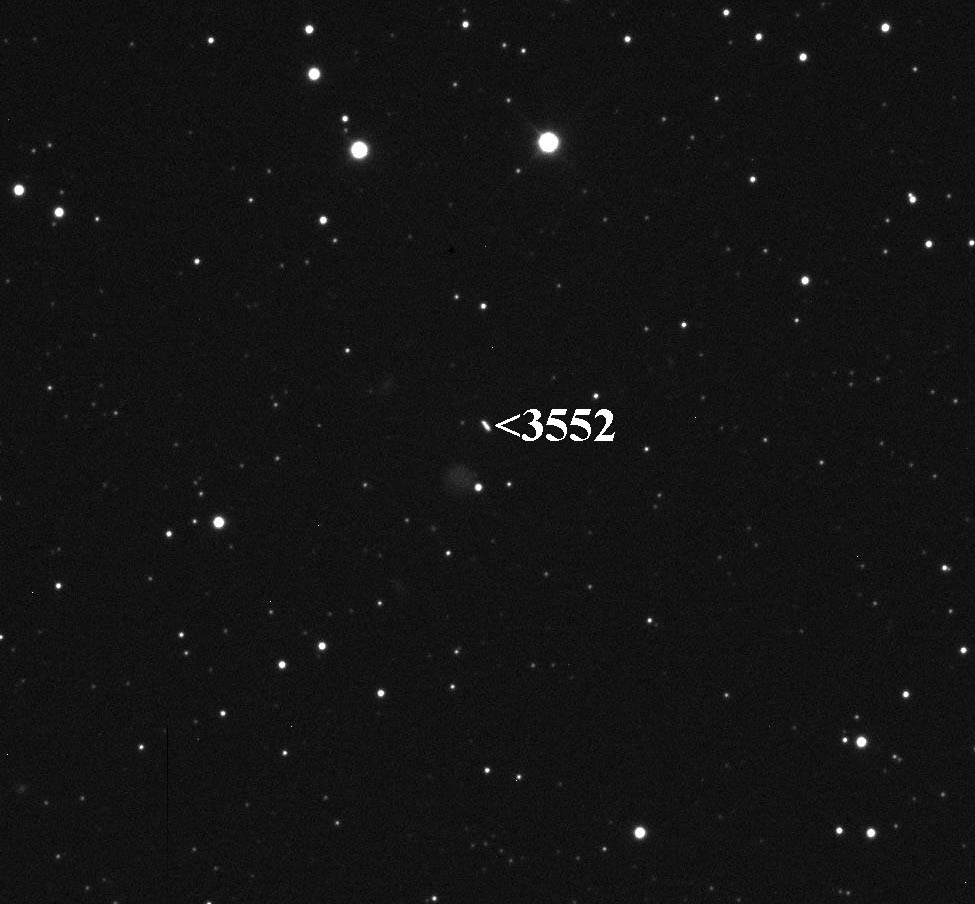
2009년 근일점 근방에서의, 겉보기 등급이 +15인 3552 돈키호테.

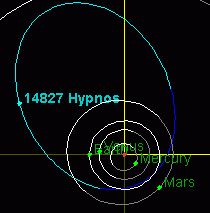
14827 히프노스의 궤도 이심률은 0.66으로 혜성과 유사하다.

- (137924) 2000 BD19
- 14827 히프노스[6]
- 2101 아도니스
- 2015 TB145
- 3200 파에톤[10][11]
- 3552 돈키호테[10]
- 322P/SOHO[8]
- 1996 PW (사혜성이 된 장주기 혜성으로 추정)[12]

## 같이 보기
- 센타우루스군
- 다모클레스군
- 잃어버린 혜성
- 우주선이 방문한 소행성체와 혜성 목록